# Cantonul Sarzeau
Cantonul Sarzeau este un canton din arondismentul Vannes, departamentul Morbihan, regiunea Bretania, Franța.

## Comune
- Arzon
- Saint-Armel
- Saint-Gildas-de-Rhuys
- Sarzeau (reședință)
- Le Tour-du-Parc